# At danse med engle
At danse med engle er en dansk dokumentarfilm fra 1999 instrueret af Jo Francis og John Füegi efter manuskript af Jo Francis.

## Handling
I mere end 800 år har den tyske nonne Hildegard af Bingen været så godt som glemt. I dag hitter hendes gregorianske musik over hele verden, og hendes radikale tanker om universets helhed og livets ukrænkelighed vækker genklang hos nutidens mennesker. Denne dokumentarfilm viser Hildegard von Bingen (1098-1179) som en tidlig udforsker af naturhelbredelse, som prædikant og profet og som en frygtløs udfordrer af kvindens rolle i middelalderens Europa. Filmen er optaget på de steder, hvor Hildegard boede og prædikede. Hendes liv beskrives gennem interviews med ansete forskere og med udgangspunkt i den daglige tilværelse for nutidens benediktiner-nonner i St. Hildegaard klostret.